# Grand Prix moto de Turquie 2005
Le Grand Prix moto de Turquie 2005 est le seizième rendez-vous de la saison du championnat du monde de vitesse moto 2005. Il s'est déroulé sur le circuit d'Istanbul Park du 21 au 23 octobre 2005.
C'est la 1re édition du Grand Prix moto de Turquie.

## Classement des MotoGP
| Pos. | Pilote          | Constructeur | Temps/Écart     | Grille | Points |
| ---- | --------------- | ------------ | --------------- | ------ | ------ |
| 1    | Marco Melandri  | Honda        | 41 min 44 s 139 | 2      | 25     |
| 2    | Valentino Rossi | Yamaha       | +1 s 513        | 4      | 20     |
| 3    | Nicky Hayden    | Honda        | +6 s 873        | 3      | 16     |
| 4    | Sete Gibernau   | Honda        | +12 s 420       | 1      | 13     |
| 5    | Carlos Checa    | Ducati       | +26 s 963       | 9      | 11     |
| 6    | Toni Elias      | Yamaha       | +29 s 105       | 6      | 10     |
| 7    | Colin Edwards   | Yamaha       | +29 s 255       | 5      | 9      |
| 8    | Makoto Tamada   | Honda        | +33 s 345       | 7      | 8      |
| 9    | Alex Barros     | Honda        | +33 s 790       | 8      | 7      |
| 10   | Shinya Nakano   | Kawasaki     | +44 s 225       | 10     | 6      |
| 11   | Chris Vermeulen | Honda        | +46 s 099       | 11     | 5      |
| 12   | Max Biaggi      | Honda        | +50 s 184       | 12     | 4      |
| 13   | Olivier Jacque  | Kawasaki     | +56 s 766       | 13     | 3      |
| 14   | Ruben Xaus      | Yamaha       | +1 min 01 s 360 | 16     | 2      |
| 15   | John Hopkins    | Suzuki       | +1 min 03 s 391 | 14     | 1      |
| 16   | Roberto Rolfo   | Ducati       | +1 min 17 s 654 | 17     |        |
| 17   | Franco Battaini | Blata        | +1 tour         | 19     |        |
| 18   | James Ellison   | Blata        | +1 tour         | 18     |        |
| Abd. | Shinichi Itoh   | Ducati       | Abandon         | 15     |        |

## Classement des 250 cm3
| Pos  | Pilote            | Constructeur | Temps/Écart     | Grille | Points |
| ---- | ----------------- | ------------ | --------------- | ------ | ------ |
| 1    | Casey Stoner      | Aprilia      | 39 min 28 s 243 | 2      | 25     |
| 2    | Daniel Pedrosa    | Honda        | +0 s 093        | 4      | 20     |
| 3    | Hiroshi Aoyama    | Honda        | +11 s 647       | 3      | 16     |
| 4    | Jorge Lorenzo     | Honda        | +21 s 861       | 7      | 13     |
| 5    | Andrea Dovizioso  | Honda        | +21 s 940       | 8      | 11     |
| 6    | Hector Barbera    | Honda        | +22 s 258       | 6      | 10     |
| 7    | Alex De Angelis   | Aprilia      | +43 s 755       | 1      | 9      |
| 8    | Roberto Locatelli | Aprilia      | +44 s 105       | 9      | 8      |
| 9    | Sylvain Guintoli  | Aprilia      | +48 s 918       | 13     | 7      |
| 10   | Chaz Davies       | Aprilia      | +54 s 376       | 17     | 6      |
| 11   | Alex Baldolini    | Aprilia      | +54 s 651       | 16     | 5      |
| 12   | Alex Debón        | Honda        | +59 s 791       | 12     | 4      |
| 13   | Andrea Ballerini  | Aprilia      | +1 min 00 s 082 | 22     | 3      |
| 14   | Mirko Giansanti   | Aprilia      | +1 min 00 s 225 | 23     | 2      |
| 15   | Jakub Smrž        | Honda        | +1 min 00 s 338 | 19     | 1      |
| 16   | Dirk Heidolf      | Honda        | +1 min 28 s 084 | 21     |        |
| 17   | Mathieu Gines     | Aprilia      | +1 min 34 s 665 | 25     |        |
| 18   | Arturo Tizon      | Honda        | +1 min 45 s 487 | 24     |        |
| 19   | Erwan Nigon       | Aprilia      | +1 tour         | 26     |        |
| 20   | Zheng Peng Li     | Aprilia      | +1 tour         | 28     |        |
| 21   | Nicklas Cajback   | Yamaha       | +1 tour         | 30     |        |
| Abd. | Yuki Takahashi    | Honda        | Abandon         | 11     |        |
| Abd. | Arnaud Vincent    | Fantic       | Abandon         | 27     |        |
| Abd. | Zhu Wang          | Aprilia      | Abandon         | 29     |        |
| Abd. | Simone Corsi      | Aprilia      | Abandon         | 15     |        |
| Abd. | Martín Cárdenas   | Aprilia      | Abandon         | 18     |        |
| Abd. | Taro Sekiguchi    | Aprilia      | Abandon         | 20     |        |
| Abd. | Steve Jenkner     | Aprilia      | Abandon         | 14     |        |
| Abd. | Sebastian Porto   | Aprilia      | Abandon         | 5      |        |
| Abd. | Randy de Puniet   | Aprilia      | Abandon         | 10     |        |

## Classement des 125 cm3
| Pos  | Pilote            | Constructeur | Temps/Écart     | Grille | Points |
| ---- | ----------------- | ------------ | --------------- | ------ | ------ |
| 1    | Mike Di Meglio    | Honda        | 39 min 50 s 377 | 6      | 25     |
| 2    | Mattia Pasini     | Aprilia      | +0 s 105        | 4      | 20     |
| 3    | Tomoyoshi Koyama  | Honda        | +0 s 156        | 7      | 16     |
| 4    | Gabor Talmacsi    | KTM          | +0 s 271        | 8      | 13     |
| 5    | Thomas Lüthi      | Honda        | +0 s 417        | 1      | 11     |
| 6    | Marco Simoncelli  | Aprilia      | +5 s 752        | 9      | 10     |
| 7    | Fabrizio Lai      | Honda        | +6 s 148        | 11     | 9      |
| 8    | Ángel Rodríguez   | Honda        | +6 s 294        | 15     | 8      |
| 9    | Joan Olive        | Aprilia      | +6 s 611        | 14     | 7      |
| 10   | Andrea Iannone    | Aprilia      | +17 s 119       | 21     | 6      |
| 11   | Manuel Poggiali   | Gilera       | +17 s 554       | 17     | 5      |
| 12   | Alvaro Bautista   | Honda        | +21 s 232       | 16     | 4      |
| 13   | Lukas Pesek       | Derbi        | +21 s 466       | 10     | 3      |
| 14   | Sandro Cortese    | Honda        | +42 s 207       | 25     | 2      |
| 15   | Dario Giuseppetti | Aprilia      | +42 s 798       | 26     | 1      |
| 16   | Nicolas Terol     | Derbi        | +47 s 875       | 19     |        |
| 17   | Aleix Espargaro   | Honda        | +47 s 915       | 23     |        |
| 18   | Karel Abraham     | Aprilia      | +48 s 240       | 22     |        |
| 19   | Jordi Carchano    | Aprilia      | +48 s 367       | 24     |        |
| 20   | Pablo Nieto       | Derbi        | +48 s 693       | 20     |        |
| 21   | Mateo Tunez       | Aprilia      | +48 s 940       | 32     |        |
| 22   | Jules Cluzel      | Honda        | +1 min 07 s 174 | 28     |        |
| 23   | Gioele Pellino    | Malaguti     | +1 min 07 s 453 | 33     |        |
| 24   | Imre Tóth         | Aprilia      | +1 min 12 s 930 | 27     |        |
| 25   | Manuel Hernandez  | Aprilia      | +1 min 13 s 742 | 30     |        |
| 26   | Sasha Hommel      | Honda        | +1 min 36 s 276 | 35     |        |
| Abd. | Mika Kallio       | KTM          | Abandon         | 3      |        |
| Abd. | Alexis Masbou     | Honda        | Abandon         | 13     |        |
| Abd. | Federico Sandi    | Honda        | Abandon         | 29     |        |
| Abd. | Lorenzo Zanetti   | Aprilia      | Abandon         | 18     |        |
| Abd. | David Bonache     | Honda        | Abandon         | 34     |        |
| Abd. | Hector Faubel     | Aprilia      | Abandon         | 2      |        |
| Abd. | Sergio Gadea      | Aprilia      | Abandon         | 5      |        |
| Abd. | Daniel Saez       | Aprilia      | Abandon         | 31     |        |
| Abd. | Raffaele de Rosa  | Aprilia      | Abandon         | 12     |        |